# Yves Giraud-Cabantous
Marius Aristide Yves Giraud-Cabantous, född 8 oktober 1904 i Saint-Gaudens, död 30 mars 1973 i Paris, var en fransk racerförare. 

## Racingkarriär
Giraud-Cabantous startade karriären som mekaniker hos biltillverkaren Salmson innan han började tävla 1925. Under 1930-talet ägnade han sig åt sportvagnsracing. Efter andra världskriget körde han för Talbot-Lagos fabriksteam. Han deltog i tretton formel 1-lopp under de första säsongerna. Giraud-Cabantous fortsatte tävla med sportvagnar fram till 1957 innan han avslutade sin karriär.

## F1-karriär
| Säsong | Stall/Tillverkare                          | Poäng | Placering |
| ------ | ------------------------------------------ | ----- | --------- |
| 1950   | Automobiles Talbot-Darracq                 | 3     | 14        |
| 1951   | Yves Giraud-Cabantous (Talbot-Lago-Talbot) | 2     | 18        |
| 1952   | HW Motors Ltd                              | 0     | -         |
| 1953   | HW Motors Ltd                              | 0     | -         |